# Die Eiskönigin – Party-Fieber
Die Eiskönigin – Party-Fieber (Originaltitel Frozen Fever) ist ein animierter Kurzfilm der Walt Disney Animation Studios und die erste Fortsetzung von Die Eiskönigin – Völlig unverfroren. Walt Disney Pictures zeigte den Film 2015 gemeinsam mit Cinderella im Kino sowie auf dessen Blu-ray Disc. Kurz darauf folgte eine eigenständige Auflage.

## Handlung
Anna hat Geburtstag. Elsa möchte ihr einen perfekten Geburtstag bereiten, sie ist allerdings erkältet. Bei jedem ihrer Nieser entstehen kleine Schneemänner, die unter anderem die Geburtstagstorte essen wollen. Olaf und Kristoff müssen die Schneemänner bändigen, während Anna mit Elsa durch die Stadt zieht und Elsa Anna verschiedene Geschenke überreicht.

## Besetzung und Synchronisation
| Rolle             | Originalsprecher | Deutsche Sprecher                               |
| ----------------- | ---------------- | ----------------------------------------------- |
| Königin Elsa      | Idina Menzel     | Dina Kürten (Stimme) Willemijn Verkaik (Gesang) |
| Prinzessin Anna   | Kristen Bell     | Yvonne Greitzke (Stimme) Pia Allgaier (Gesang)  |
| Kristoff Bjorgman | Jonathan Groff   | Leonhard Mahlich                                |
| Olaf              | Josh Gad         | Claus-Peter Damitz                              |
| Prinz Hans        | Santino Fontana  | Manuel Straube                                  |
| Marshmallow       | Paul Briggs      | Thomas Amper                                    |
| Oaken             | Chris Williams   | Thomas Amper                                    |